# Такада, Юки
Юки Такада (яп. 高田 憂希 Такада Юки, род. 16 марта 1993, Китакюсю, преф. Фукуока) — японская сэйю. В настоящее время работает в компании Mausu Promotion, куда устроилась после окончания анимационной школы «Ёёги» в Фукуоке. Известна ролями Рин Куросавы в Aikatsu! и Аобы Судзукадзэ в аниме-сериале New Game!.

## Биография
В детстве Юки любила смотреть анимационные фильмы по телевидению, и проявляла интерес к индустрии озвучки. Будучи старшеклассницей записалась в театральную секцию, в которой, при возможности накапливала опыт в озвучке. За тем, поступила в анимационную школу "Ёёги"в Фукоке.
В 2013 году по окончании Анимационной академии, она переехала в Токио и устроилась в компанию «Mausu Promotion».

## Фильмография
2014
- Fate/stay night: Unlimited Blade Works — студенты
- Shōnen Hollywood — девушка

2015
- Aikatsu! — Рин Куросава
- Osomatsu-san — студентка

2016
- New Game! — Аоба Судзукадзэ

2017
- Armed Girl's Machiavellism  — Рин Онигавара
- New Game!! — Аоба Судзукадзэ
- «Дракорничная госпожи Кобаяси» — Эльма

2018
- Aikatsu Friends! — Момонэ Юки
- Mitsuboshi Colors — Юи Акамацу
- Ulysses: Jeanne d’Arc and the Alchemist Knight — Филиппита Валуа Бургундская

2021
- «Дракорничная госпожи Кобаяси» (ТВ-2) — Эльма

### Видеоигры
- Azur Lane — Z18
- Blue Reflection — Хинако Сирай
- Code Vein — Рин Мурасамэ
- Girls' Frontline[англ.] — СР-3М, Destroyer
- The Idolmaster Cinderella Girls — Ёсино Ёрита
- Shironeko Project — Микан Каратати